# Камай (Республика Алтай)
Кама́й (алт. Камай) — село в Шебалинском районе Республики Алтай, входит в состав Актельского сельского поселения.

## География
Расположено в северной оконечности Семинского хребта у впадения реки Камай в реку Емурла.
Уличная сеть состоит из единственной улицы Центральной.
Абсолютная высота 718 метров выше уровня моря
.

## Население
| 2010 | 2011 | 2012 | 2013 | 2014 | 2015 |
| ---- | ---- | ---- | ---- | ---- | ---- |
| 75   | →75  | ↘72  | ↗77  | ↗80  | ↘77  |
| 2016 |      |      |      |      |      |
| ↗79  |      |      |      |      |      |

## Инфраструктура
экономика
Животноводство, сельское хозяйство.

## Транспорт
В селе заканчивается автодорога регионального значения «Чуйский тракт — Актел — Камай»